# Euchone derjugini
Euchone derjugini är en ringmaskart som beskrevs av Uschakov 1950. Euchone derjugini ingår i släktet Euchone och familjen Sabellidae. Inga underarter finns listade i Catalogue of Life.